# 袋駅 (熊本県)
袋駅（ふくろえき）は、熊本県水俣市袋永尾にある肥薩おれんじ鉄道線の駅である。駅番号はOR14。同路線及び営業中の熊本県内の鉄道路線最南端の駅。

## 歴史

### 駅名の由来
開業時の地名（葦北郡水俣村字袋）が由来。
「袋」という地名の由来は、この地が山に囲まれて袋状になった小平地が多かったことから「袋」になったと言われる。

### 年表
- 1926年（大正15年）7月21日：鉄道省川内本線の駅として開設[1]。
- 1927年（昭和2年）10月17日：湯浦駅 - 水俣駅間が開業し八代駅 - 川内駅 - 鹿児島駅間が鹿児島本線に編入される。
- 1949年（昭和24年）6月1日：公共企業体である日本国有鉄道が発足。
- 1961年（昭和36年）10月1日：貨物取扱廃止[1]。
- 1970年（昭和45年）9月1日：荷物扱い廃止[2]。CTC導入に伴い無人駅化[3]。水俣駅の被管理駅になる。
- 1979年（昭和54年）3月27日：現駅舎が竣工。
- 1987年（昭和62年）4月1日：国鉄分割民営化により、JR九州の駅となる[1]。
- 2004年（平成16年）3月13日：九州新幹線部分開業に伴う鹿児島本線（八代駅 - 川内駅間）経営移管により、肥薩おれんじ鉄道の駅となる[4]。

## 駅構造

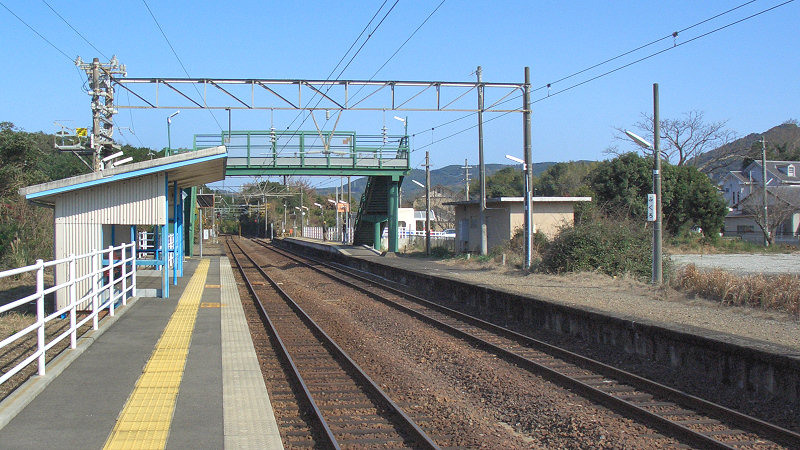
ホーム

相対式ホーム2面2線を有する地上駅。簡易駅舎を備える。無人駅。
海岸に近いことと、九州新幹線開業による第三セクター鉄道移行が決まっていたためか、九州旅客鉄道（JR九州）時代末期には駅名標が錆び放題となっていた。これは海浦駅、湯浦駅等も同様である。
かつては有人駅で木造駅舎が建ち、さらに駅前広場には大きな鉄筋コンクリート製国鉄官舎「水俣鉄道寮・第2水俣荘」が建っていた。駅舎は1979年に解体されたが官舎はJR九州時代まで残っており、肥薩おれんじ鉄道に経営移管された後の2005年頃に取り壊された。現在は官舎跡地は空き地や駐車場になっている。
現在の簡易駅舎は旧国鉄熊本鉄道管理局管内の標準のもので、肥後二見駅とほぼ同じ規格の駅舎である。かつては駅舎にトイレも設置されていたが、老朽化のため2021年1月に閉鎖された。以降はトイレ出入口が板張りされ、入ることが出来なくなっている。

### のりば
| のりば | 路線                | 方向 | 行先                   | 備考                 |
| ------ | ------------------- | ---- | ---------------------- | -------------------- |
| 1      | ■肥薩おれんじ鉄道線 | 下り | 出水・阿久根・川内方面 |                      |
| 1      | ■肥薩おれんじ鉄道線 | 上り | 水俣・佐敷・八代方面   | 原則としてこのホーム |
| 2      | ■肥薩おれんじ鉄道線 | 上り | 水俣・佐敷・八代方面   | 列車行違い時のみ     |

- 2番のりばを上下本線とした一線スルーとなっている。このため、通過列車は方向を問わず、2番のりばを通過する。

## 利用状況
| 1日乗降人員推移 | 1日乗降人員推移 |
| 年度            | 1日平均人数     |
| --------------- | --------------- |
| 2011年          | 25              |
| 2012年          | 22              |
| 2013年          | 16              |
| 2014年          | 20              |
| 2015年          | 20              |
| 2016年          | 23              |
| 2017年          | 20              |
| 2018年          | 25              |
| 2019年          | 26              |

## 駅周辺
駅南方を少し離れて北西流する境川は、古くは肥後国と薩摩国の国境を成しており街道沿いには関所も設けられていた。現在も熊本県と鹿児島県の県境であり、当線の走る境川鉄橋の山側には当時の国境であった境橋（太鼓橋）が今も現存していて車窓からもはっきりと見ることが出来る。
- 袋トンネル（九州新幹線）
- 大安寺 - 熊本県と鹿児島県の県境付近にある寺（※鹿児島県出水市に所在する）。
- 国道3号

※「グリーンスポーツみなまた」というキャンプ場は海側にあるが、駅からはやや離れている。

### バス路線
駅から少し離れた所を並行する国道3号に、「袋駅前」と言う停留所がある。
- 南国交通
  - 水俣車庫 - 出水駅 - 高尾野駅前 - 阿久根駅前 - 佐潟口[6]
    - 水俣車庫 行、出水駅 行、佐潟口 行

## 隣の駅
肥薩おれんじ鉄道
■肥薩おれんじ鉄道線
水俣駅（OR13） - 袋駅（OR14） - 米ノ津駅（OR15）